# Сорокопуд рудобокий
Сорокопуд рудобокий (Lanius validirostris) — вид горобцеподібних птахів родини сорокопудових (Laniidae).

## Поширення
Ендемік Філіппін. Поширений на Лусоні, Міндоро та Мінданао. Його природними середовищами існування є субтропічний або тропічний вологий низинний ліс та субтропічний або тропічний вологий гірський ліс. Вид є рідкісним через втрату середовища проживання.

## Опис
Птах середнього розміру, завдовжки 20-23 см, вагою 34-45 г. Це птах з міцною і масивною зовнішністю з досить великою і овальною головою, міцним і гачкуватим дзьобом, міцними і досить короткими ногами, короткими і округлими крилами і досить довгим тонким хвостом з квадратним кінцем. Верхня частина тіла сіра, нижня — біла, боки на підхвістя помаранчеві. Лицьова маска, крила та хвіст чорні. Очі темно-карі, дзьоб і ноги чорнуваті.

## Спосіб життя
Живуть поодинці або парами. Активно захищають свою територію від конкурентів. Живиться комахами, іншими безхребетними та дрібними хребетними. Сезон розмноження триває з лютого по червень.

## Підвиди
- Lanius validirostris validirostris Ogilvie-Grant, 1894 — Лусон;
- Lanius validirostris tertius Salomonsen, 1953 — Міндоро;
- Lanius validirostris hachisuka Ripley, 1949 — Мінданао.